# Гизерикс
Гизери́кс (фр. Guizerix, окс. Guiseric) — коммуна во Франции, находится в регионе Юг — Пиренеи. Департамент — Верхние Пиренеи. Входит в состав кантона Кастельно-Маньоак. Округ коммуны — Тарб.
Код INSEE коммуны — 65213.

## География

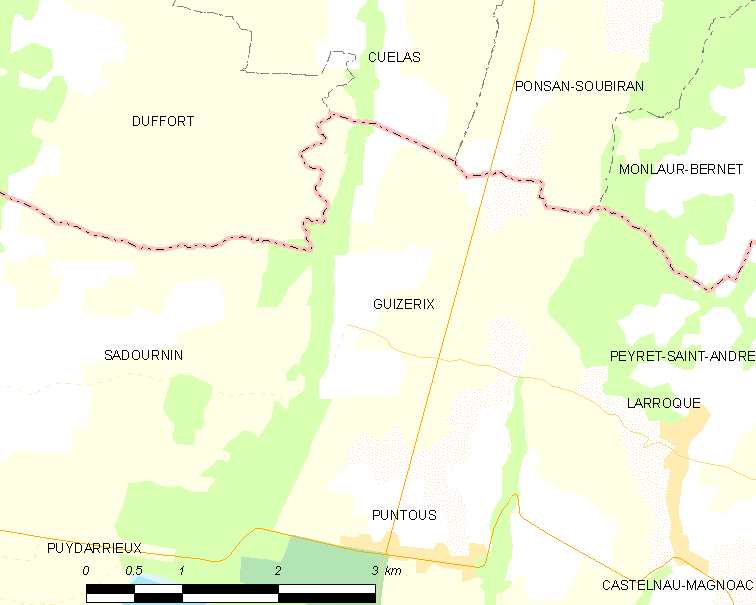
Карта коммуны

Коммуна расположена приблизительно в 640 км к югу от Парижа, в 90 км западнее Тулузы, в 33 км к востоку от Тарба.
На западе коммуны протекает река Баизоль, а на востоке — река Петит-Баиз.

## Климат
Климат умеренно-океанический с солнечной тёплой погодой и обильными осадками на протяжении практически всего года.

## Население
Население коммуны на 2010 год составляло 124 человека.
| 1962 | 1968 | 1975 | 1982 | 1990 | 1999 | 2010 |
| ---- | ---- | ---- | ---- | ---- | ---- | ---- |
| 178  | 188  | 159  | 160  | 136  | 134  | 124  |

## Администрация
| Период | Период | Фамилия            | Партия | Примечания |
| ------ | ------ | ------------------ | ------ | ---------- |
| 2001   | 2020   | Жан-Мишель Ле Биан |        |            |

## Экономика
В 2010 году среди 82 человек трудоспособного возраста (15-64 лет) 50 были экономически активными, 32 — неактивными (показатель активности — 61,0 %, в 1999 году было 69,5 %). Из 50 активных жителей работали 46 человек (25 мужчин и 21 женщина), безработных было 4 (2 мужчин и 2 женщины). Среди 32 неактивных 7 человек были учениками или студентами, 16 — пенсионерами, 9 были неактивными по другим причинам.

## Достопримечательности
- Часовня Нотр-Дам-де-ла-Трините